# Präsidentschaftswahl in Uganda 2001
Die Präsidentschaftswahl in Uganda 2001 fand am 12. März statt. Der Gewinner war bei einer Wahlbeteiligung von 70,3 Prozent der 10.775.836 Wahlberechtigten der bisherige Amtsinhaber Yoweri Museveni, der 69,3 Prozent der Stimmen erhielt und damit seinen Konkurrenten Kizza Besigye, der 27,8 Prozent erhielt, schlug.

## Ergebnis
| Kandidaten                                                 | Parteien          | Stimmen    | %    |
| ---------------------------------------------------------- | ----------------- | ---------- | ---- |
| Yoweri Museveni                                            | unabhängig        | 5.123.360  | 69,3 |
| Kizza Besigye                                              | unabhängig        | 2.055.795  | 27,8 |
| Aggrey Awori                                               | unabhängig        | 103.915    | 1,4  |
| Kibirige Mayanja                                           | unabhängig        | 73.790     | 1,0  |
| Francis Bwengye                                            | unabhängig        | 22.751     | 0,3  |
| Karuhanga Chapaa                                           | unabhängig        | 10.080     | 0,1  |
| Gesamt                                                     | Gesamt            | 7.389.691  | 100  |
|                                                            |                   |            |      |
| Ungültige Stimmen                                          | Ungültige Stimmen | 186.453    | 2,5  |
| Wähler                                                     | Wähler            | 7.576.144  | 70,3 |
| Wahlberechtigte                                            | Wahlberechtigte   | 10.775.836 |      |
|                                                            |                   |            |      |
| Quellen: African Elections Database – Electoral Commission |                   |            |      |